# Jalapyphantes
Jalapyphantes là một chi nhện trong họ Linyphiidae.